# Neumorschen
Neumorschen ist ein Ortsteil der Gemeinde Morschen im nordhessischen Schwalm-Eder-Kreis.

## Geographie
Neumorschen liegt im Osten des Kreisgebietes an den Ausläufern des Knüllgebirges mit dem Bornbergskopf am Westufer der Fulda und an deren Zufluss Wichte. Durch den Ort führt die Landesstraße 3225.
Auf der gegenüberliegenden Flussseite liegt Altmorschen. Entlang der Fulda verlaufen die Bundesstraße 83 und die Bahnstrecke Bebra–Baunatal-Guntershausen der einstigen „Friedrich-Wilhelms-Nordbahn“.

## Geschichte
Ortsgeschichte
Die älteste bekannte schriftliche Erwähnung von Neumorschen erfolgte unter dem Namen novo Morsne in einer Urkunde des Klosters Haydau, die in die Jahre 1259–1561 datiert wird.
Weitere Erwähnungen erfolgten unter den Ortsnamen (in Klammern das Jahr der Erwähnung): Nuwin Mörssin (1347), Nuwen Morsen (1364) und Neuenmorschen (1585).
Neumorschen gehörte zum Amt Spangenberg und besaß schon recht früh Marktrechte. Weiterhin war im Ort auch die Gerichtsbarkeit im Fuldatal angesiedelt, was sich im Lilienzepter des alten Gemeindewappens widerspiegelt. Eine Kirche wurde im Jahr 1464 erwähnt. Im Mittelalter lag die Gerichtshoheit beim Kloster Haydau.
Während der Zeit des napoleonischen Königreichs Westphalen (1807–1813) war Neumorschen Hauptort des Kantons Neumorschen und Sitz des Friedensgerichts. Nach Wiederherstellung des Kurfürstentums Hessen im Jahr 1814 gehörte das Dorf wieder zum Amt Spangenberg. Infolge der Kurhessischen Verwaltungsreform von 1821 gehörte Neumorschen danach zum Kreis Melsungen.
Im 20. Jahrhundert und insbesondere nach den beiden Weltkriegen fanden immer wieder Kram- und Viehmärkte statt.
Hessische Gebietsreform (1970–1977)
Die Gemeinde Morschen wurde im Zuge der Gebietsreform in Hessen am 1. Januar 1974 kraft Landesgesetz durch den Zusammenschluss der bis dahin eigenständigen Gemeinden Altmorschen, Heina, Konnefeld und Neumorschen gebildet. Zuvor waren bereits die Gemeinden Binsförth (am 1. April 1972), Eubach (am 1. Juli 1971) und Wichte (am 31. Dezember 1971) in die Gemeinde Altmorschen eingemeindet worden. Altmorschen wurde Sitz der Gemeindeverwaltung. Gleichzeitig mit dem Zusammenschluss zur Gemeinde Morschen wechselte diese in den neu gebildeten Schwalm-Eder-Kreis.
Für alle ehemaligen Gemeinden von Morschen wurden Ortsbezirke mit Ortsbeirat und Ortsvorsteher nach der Hessischen Gemeindeordnung gebildet.

## Bevölkerung
Einwohnerstruktur 2011
Nach den Erhebungen des Zensus 2011 lebten am Stichtag, dem 9. Mai 2011, in Neumorschen 678 Einwohner. Darunter waren 15 (2,2 %) Ausländer.
Nach dem Lebensalter waren 108 Einwohner unter 18 Jahren, 261 zwischen 18 und 49, 153 zwischen 36 und 64 und 153 Einwohner waren älter. Die Einwohner lebten in 309 Haushalten. Davon waren 90 Singlehaushalte, 90 Paare ohne Kinder und 99 Paare mit Kindern, sowie 27 Alleinerziehende und 6 Wohngemeinschaften. In 54 Haushalten lebten ausschließlich Senioren und in 195 Haushaltungen lebten keine Senioren.
Einwohnerentwicklung
| • 1585: | 104 Haushaltungen |
| • 1747: | 88 Haushaltungen  |

| Neumorschen: Einwohnerzahlen von 1834 bis 2014 | Neumorschen: Einwohnerzahlen von 1834 bis 2014 | Neumorschen: Einwohnerzahlen von 1834 bis 2014 | Neumorschen: Einwohnerzahlen von 1834 bis 2014 | Neumorschen: Einwohnerzahlen von 1834 bis 2014 |
| --- | ---------------------------------------------- | ---------------------------------------------- | ---------------------------------------------- | ---------------------------------------------- |
| Jahr |                                                |                                                |                                                | Einwohner                                      |
| 1834 | 1834                                           |                                                | 707                                            | 707                                            |
| 1840 | 1840                                           |                                                | 705                                            | 705                                            |
| 1846 | 1846                                           |                                                | 752                                            | 752                                            |
| 1852 | 1852                                           |                                                | 700                                            | 700                                            |
| 1858 | 1858                                           |                                                | 643                                            | 643                                            |
| 1864 | 1864                                           |                                                | 653                                            | 653                                            |
| 1871 | 1871                                           |                                                | 607                                            | 607                                            |
| 1875 | 1875                                           |                                                | 605                                            | 605                                            |
| 1885 | 1885                                           |                                                | 580                                            | 580                                            |
| 1895 | 1895                                           |                                                | 578                                            | 578                                            |
| 1905 | 1905                                           |                                                | 581                                            | 581                                            |
| 1910 | 1910                                           |                                                | 612                                            | 612                                            |
| 1925 | 1925                                           |                                                | 628                                            | 628                                            |
| 1939 | 1939                                           |                                                | 664                                            | 664                                            |
| 1946 | 1946                                           |                                                | 1.102                                          | 1.102                                          |
| 1950 | 1950                                           |                                                | 1.082                                          | 1.082                                          |
| 1956 | 1956                                           |                                                | 974                                            | 974                                            |
| 1961 | 1961                                           |                                                | 939                                            | 939                                            |
| 1967 | 1967                                           |                                                | 912                                            | 912                                            |
| 1970 | 1970                                           |                                                | 825                                            | 825                                            |
| 1980 | 1980                                           |                                                | ?                                              | ?                                              |
| 1990 | 1990                                           |                                                | ?                                              | ?                                              |
| 2000 | 2000                                           |                                                | ?                                              | ?                                              |
| 2011 | 2011                                           |                                                | 678                                            | 678                                            |
| 2014 | 2014                                           |                                                | 694                                            | 694                                            |
| Datenquelle: Historisches Gemeindeverzeichnis für Hessen: Die Bevölkerung der Gemeinden 1834 bis 1967. Wiesbaden: Hessisches Statistisches Landesamt, 1968. Weitere Quellen: ; Gemeinde Morschen:; Zensus 2011 |                                                |                                                |                                                |                                                |

 Historische Religionszugehörigkeit
| • 1885: | 551 evangelische (= 95,00 %), keine katholische, 11 andereskonfessionelle christliche (= 1,90 %), 17 jüdische (= 2,93 %) Einwohner |
| • 1961: | 810 evangelische (= 86,26 %), 112 katholische (= 11,93 %) Einwohner                                                                |

## Politik
Ortsbeirat
Der Ortsbeirat besteht aus fünf Mitgliedern. Bei den Kommunalwahlen in Hessen 2021 betrug die Wahlbeteiligung zum Ortsbeirat 53,96 %. Es erhielten die SPD mit 74,94 % vier Sitze und die FDP mit 25,06 % einen Sitz. Der Ortsbeirat Tristan Gleisinger (SPD) zum Ortsvorsteher.
Wappen
Das Wappen zeigt einen gespaltenen Schild. Vorne in Rot ist ein goldener Richterstab (Lilienzepter), hinten in Weiß ein nach unten zeigendes Rebenmesser.

## Sehenswürdigkeiten
- An der historisch bedeutsamen Marktstraße stehen vorwiegend giebelständige Fachwerkgebäude des 17. und 18. Jahrhunderts, wobei sich besonders der historische Ratskeller hervorhebt. Entlang der Straße läuft eine offene Wasserrinne. 2012 wurde der in der Mitte der Straße stehende Pavillon restauriert.
- Die Wehrkirche Neumorschen steht auf einer spätromanischen Chorturmanlage und ist von einem Wehrkirchhof des 15. Jahrhunderts umgeben. Davon zeugen noch heute die Schießscharten in der Ringmauer. 1730 wurde eine romantische Orgel mit kunstvollen Schnitzereien am Prospekt eingebaut. Eine Jakobsmuschel ziert den Südeingang und verweist auf den ehemaligen Jakobs-Pilgerweg.[11] Während der letzten Bausanierung wurden innen mehrere Fenster auf eine spätmittelalterliche Wandmalerei freigelegt, auf der u. a. ein Schmerzensmann mit einem anbetenden Stifter dargestellt ist.[12]
- Die Heckenmühle wurde schon 1618 erstmals erwähnt.
- Obermühle Neumorschen

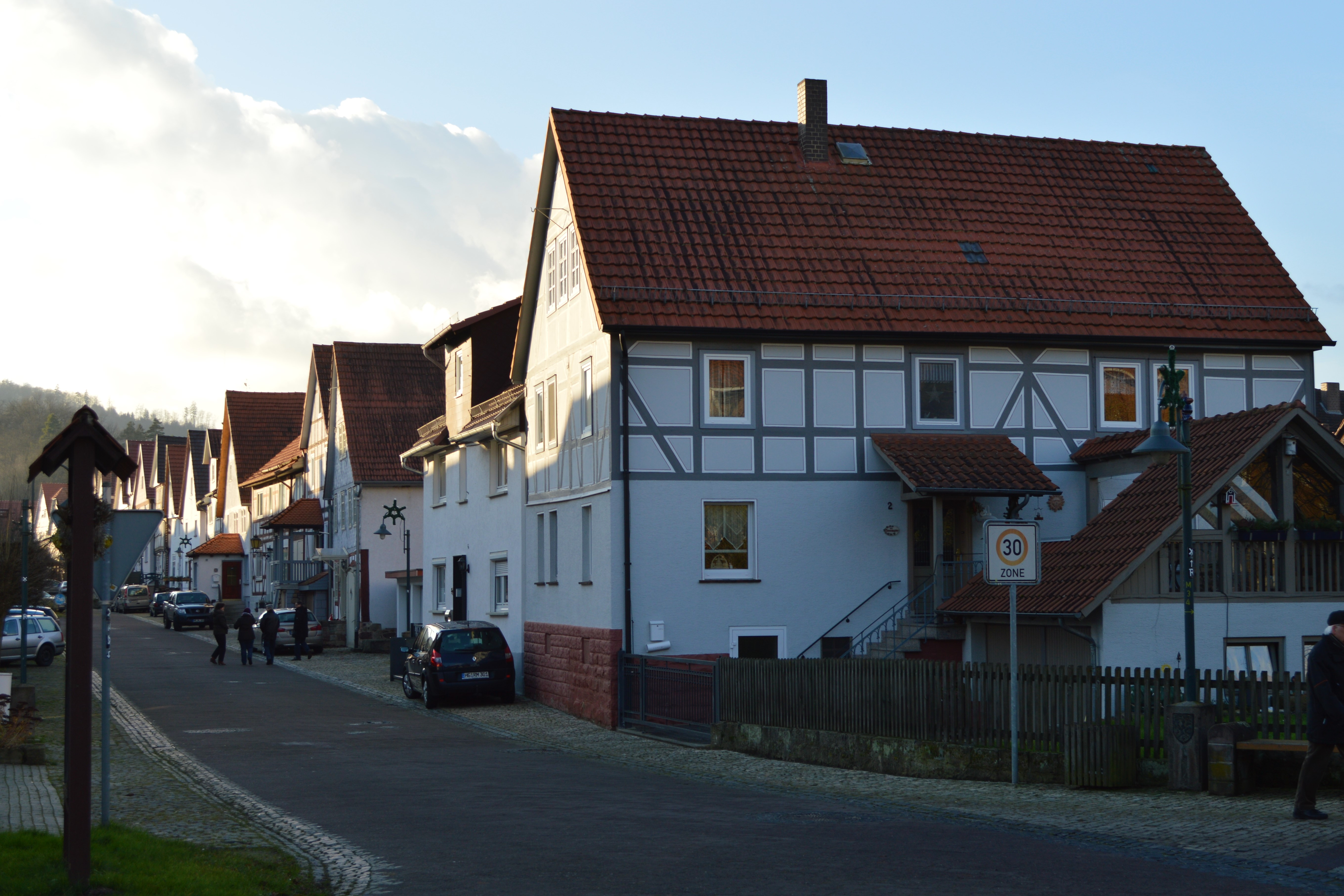
Marktstraße
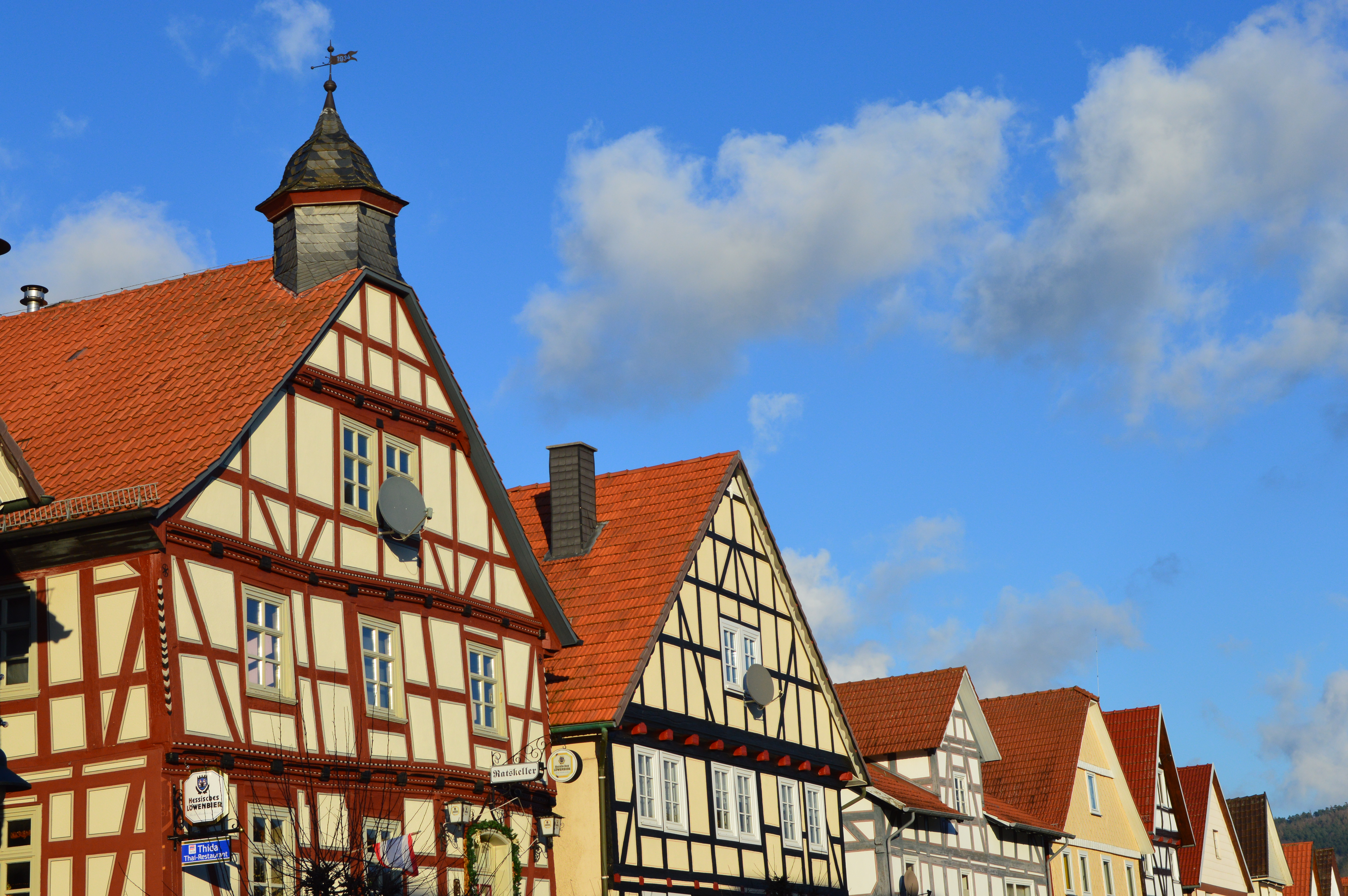
Marktstraße mit historischem Ratskeller
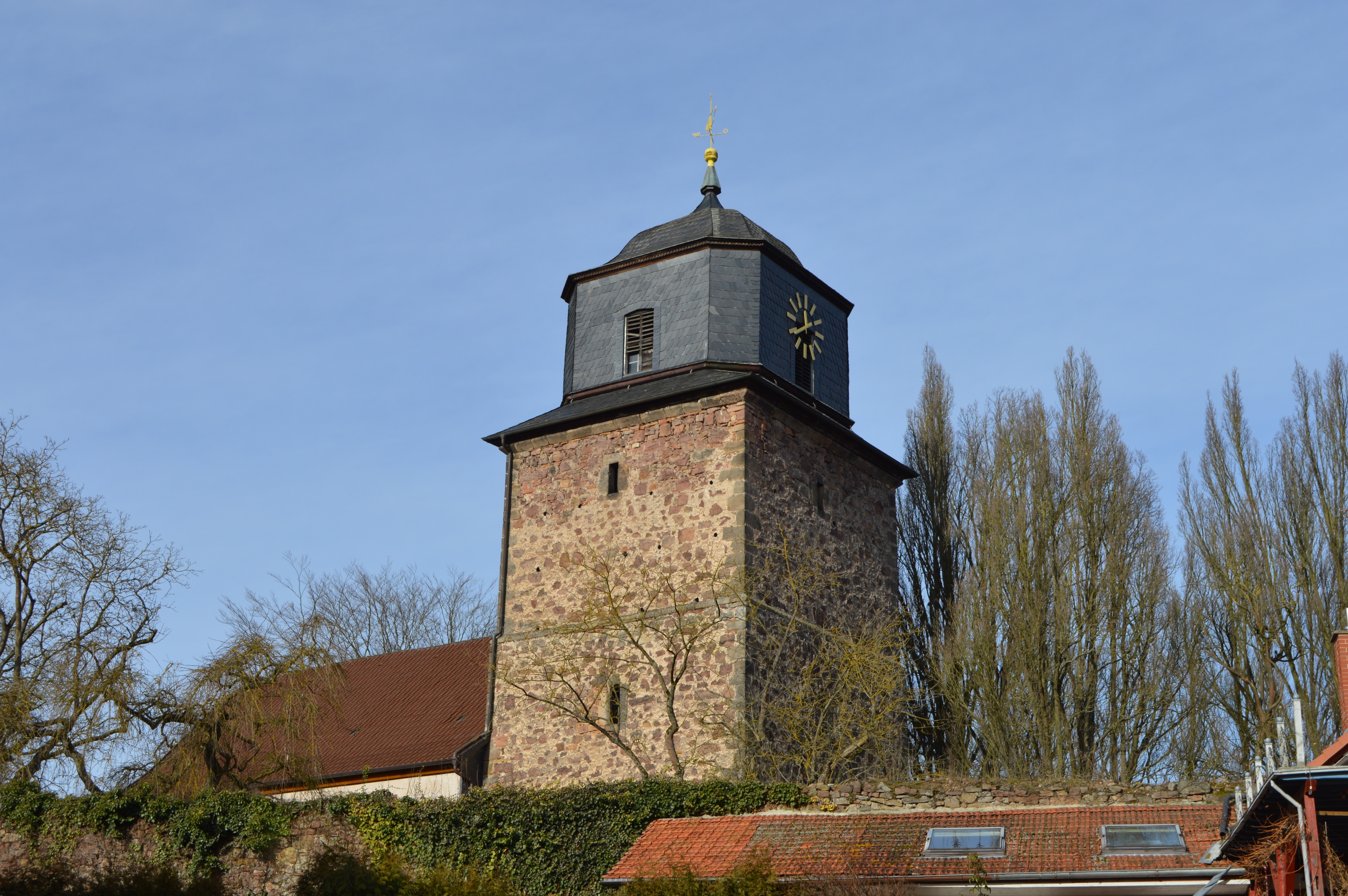
Wehrkirche

## Vereine
- Freiwillige Feuerwehr Neumorschen
- TSV Neumorschen
- Schützenverein KKSV Neumorschen 1928 e. V.